# Maria Teresa Kiszczak

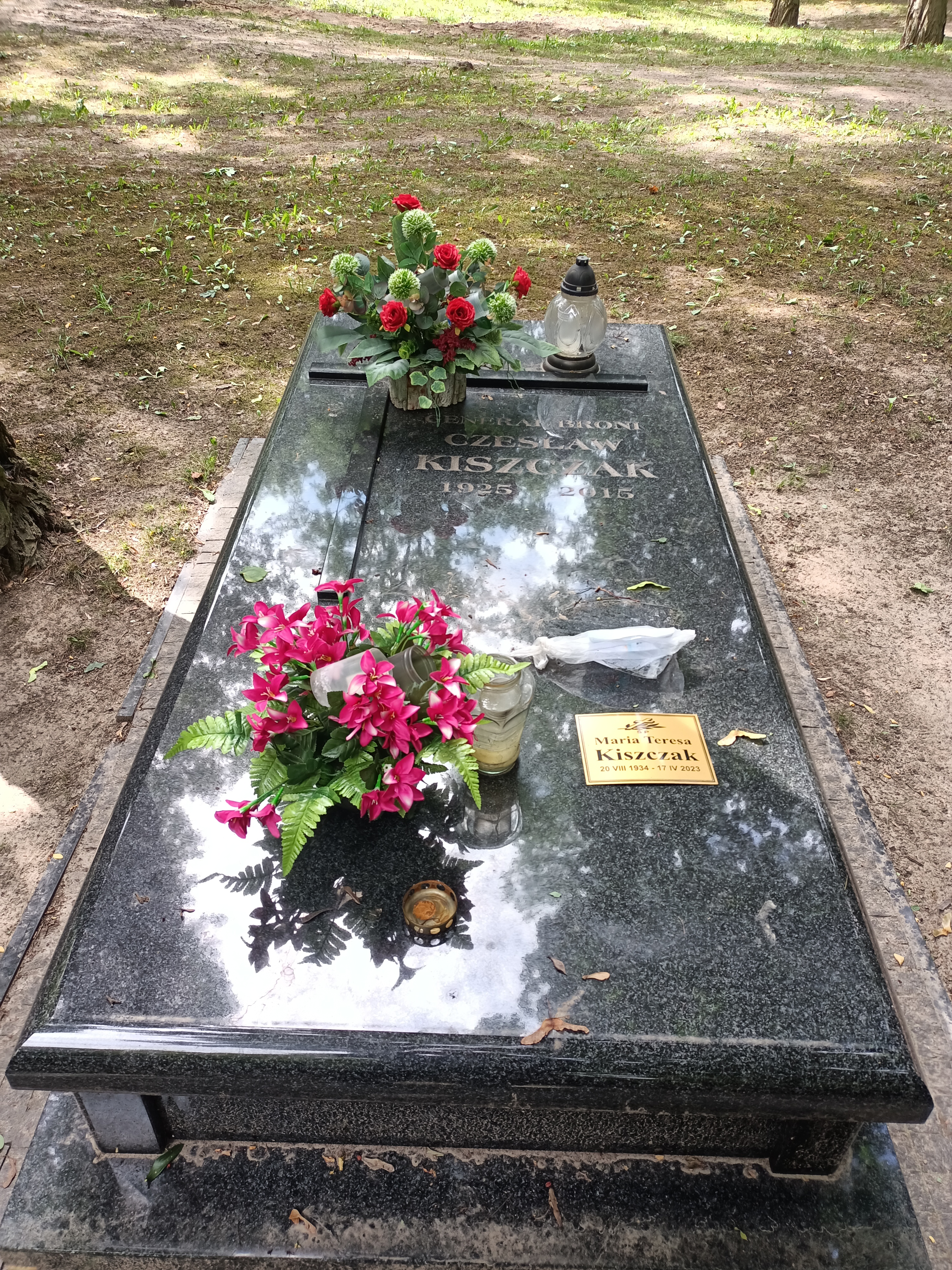
Grób Czesława i Marii Kiszczaków na cmentarzu prawosławnym w Warszawie

Maria Teresa Korzonkiewicz-Kiszczak (ur. 20 sierpnia 1934 w Kozach, zm. 17 kwietnia 2023) – polska ekonomistka i nauczycielka akademicka, autorka bajek, przypowieści, powieści beletrystycznych i wierszy, żona generała broni Czesława Kiszczaka.

## Życiorys
Z wykształcenia była magistrem ekonomii. Po ukończeniu studiów pracowała jako nauczyciel oraz nauczyciel-metodyk przedmiotów ekonomicznych w średnich szkołach zawodowych. W 1985 roku uzyskała stopień doktorski na podstawie pracy pod tytułem Instytucjonalne uwarunkowania samokształcenia nauczycieli przedmiotów ekonomicznych. W latach 80. XX wieku była adiunktem w Instytucie Kształcenia Nauczycieli. Po przełomie ustrojowym i powstaniu prywatnych uczelni wykładała do 2006 roku marketing w Wyższej Szkole Bankowości i Finansów w Bielsku-Białej.
Była autorką publikacji naukowych i pomocy dydaktycznych, a także powieści beletrystycznych, wierszy („Tańczące Anioły”, „Oszałamiająco pachnie dziki bez”), przypowieści i bajek („Hocki klocki”, „Nasza babcia Ufoludka”). Wydała dwie książki autobiograficzne („Żona generała Kiszczaka mówi” i „Niebezpieczna gra”), w których opisuje życie prywatne oraz kreśli subiektywny obraz Polski lat 70. i 80.
W latach 90. była organizatorką aukcji charytatywnych. W 2015 roku ukazał się wywiad rzeka zatytułowany Kiszczakowa. Tajemnice generałowej, rozmowa z Kamilem Szewczykiem.
16 lutego 2016 roku spotkała się z prezesem Instytutu Pamięci Narodowej Łukaszem Kamińskim, próbując sprzedać za 90 000 złotych dokumenty będące w jej posiadaniu, dotyczące między innymi współpracy Lecha Wałęsy ze Służbą Bezpieczeństwa (SB). W wyniku tego spotkania oddała część materiałów znajdujących się w jej domu, m.in. teczkę personalną i teczkę pracy tajnego współpracownika „Bolka”, w tym zobowiązanie do współpracy ze Służbą Bezpieczeństwa opatrzone podpisem „Lech Wałęsa »Bolek«”.
Zmarła 17 kwietnia 2023 i została pochowana na cmentarzu prawosławnym w Warszawie razem ze swoim mężem Czesławem Kiszczakiem (zmarłym w 2015).

## Wybrane publikacje
- Samokształcenie a rozwój zawodowy nauczycieli, Państwowe Wydawnictwo Naukowe, Warszawa 1990
- Podstawy marketingu, Wyższa Szkoła Bankowości i Finansów, Bielsko-Biała 2002